# Letališče Preveza-Lefkada Aktion National Airport
Letališče Preveza-Lefkada Aktion National Airport (IATA:PVK, ICAO:LGPZ) je mednarodno letališče v bližini mesta Preveza v Grčiji. Poleg mesta Preveza oskrbuje tudi otok Lefkada, zato je tudi znano kot letališče Lefkada. Letališče je tudi baza NATO in grških zračnih sil. Deluje od leta 1968.

## Zgodovina
Decembra 2015 je bila podpisana pogodba med grškim državnim privatizacijskim skladom in družbo Fraport AG/Copelouzos Group o privatizaciji letališča. Skladno s podpisano pogodbo letališče skupaj še s 13 drugimi letališči v Grčiji preide jeseni 2016 v lastništvo družbe Fraport AG/Copelouzos Group., za obdobje 40 let.

## Letalske družbe in destinacije
Prek letališča potekajo redne in čarterske letalske povezave do naslednjih destinacij:
| Prevozniki                                       |                                                  |
| ------------------------------------------------ | ------------------------------------------------ |
| Adria Airways                                    | sezonski čarter: Ljubljana                       |
| Air Berlin                                       | sezonsko: Düsseldorf, München, Stuttgart         |
| Austrian Airlines                                | sezonsko: Dunaj, Innsbruck                       |
| Aviolet lete opravlja Air Serbia                 | sezonski čarter: Beograd                         |
| Blu-express lete opravlja Blue Panorama Airlines | sezonski čarter: Bologna, Rim Fiumincino         |
| Blue Air                                         | sezonski čarter: Larnaca                         |
| British Airways                                  | sezonski čarter: London-Heathrow                 |
| Condor                                           | sezonsko: Frankfurt, München, Stuttgart          |
| easyJet                                          | sezonsko: London-Gatwick                         |
| Finnair                                          | sezonsko: Helsinki                               |
| Mistral Air                                      | sezonsko: Bari, Neapelj                          |
| Monarch Airlines                                 | sezonsko: Birmingham, London-Gatwick, Manchester |
| Niki                                             | sezonsko: Dunaj, sezonski čarter: Innsbruck      |
| Norwegian Air Shuttle                            | sezonsko: Oslo-Gardermoen                        |
| Novair                                           | sezonski čarter: Oslo-Gardermoen                 |
| Olympic Air                                      | sezonsko: Atene                                  |
| People's Viennaline                              | sezonsko: St. Gallen/Altenrhein                  |
| Scandinavian Airlines                            | sezonski čarter: Stavanger                       |
| Sky Express                                      | Kefalonija (PSO), Krf (PSO), Sitia               |
| Small Planet Airlines                            | sezonski čarter: London-Gatwick                  |
| SmartWings lete opravlja Travel Service Airlines | sezonsko: Brno, Praga                            |
| TAROM                                            | sezonski čarter: Bukarešta, Cluj-Napoca          |
| Thomas Cook Airlines                             | sezonski čarter: London-Gatwick, Manchester      |
| Thomas Cook Airlines Scandinavia                 | sezonski čarter: Oslo-Gardermoen                 |
| Thomson Airways                                  | sezonski čarter: London-Gatwick, Manchester      |
| Titan Airways                                    | sezonski čarter: London-Stanstead                |
| Transavia                                        | sezonsko: Amsterdam                              |
| TUI Airlines Netherlands                         | sezonsko: Amsterdam                              |
| Volotea                                          | sezonsko: Benetke                                |
| Vueling                                          | sezonsko: Rim-Fiumincino                         |